# Анисимов, Николай Викторович
Никола́й Ви́кторович Ани́симов (26 июля 1966, Брянск) — белорусский музыкант, певец и композитор, автор и исполнитель песен на тему авиации, комментатор и телеведущий.

## Биография
Родился 26 июля 1966 года в городе Брянске, в семье офицера.
В раннем детстве переехал с родителями и старшим братом в Казахскую ССР, в военный гарнизон Эмба-5.
Начал учёбу в местной школе Эмбы, окончил школу в украинском городе Чернигове. Параллельно окончил музыкальную школу по классу фортепиано.
В школе мечтал стать лётчиком, но строгая медицинская комиссия оставила Анисимова «на земле».
В 1983 году поступил в Ленинградское Высшее Военное Инженерное Строительное Краснознамённое училище имени А. Н. Комаровского.
По окончании училища в 1988 году, для дальнейшего прохождения воинской службы был направлен в Белорусский военный округ. С августа 1988 по октябрь 1993 года служил в городе Лида Гродненской области. В 1993 году, получив повышение по службе, был переведён в Минск. Службу в Вооружённых Силах закончил в должности начальника отдела одного из управлений Министерства обороны Республики Беларусь. В 1999 году, в звании подполковника уволился в запас.
С 2004 года Анисимов работает корреспондентом телекомпании «ВоенТВ» Министерства обороны Республики Беларусь. На авиационных салонах и авиашоу комментирует пилотажные программы. Занимается творческой и концертной деятельностью.

## Творческая биография
Первые стихи и песни у Николая появились в школьные годы, в Чернигове. Обучаясь в музыкальной школе, по его словам — из семи лет, «прогулял» не меньше трёх. Коллективное пение не любил. Умудрился убедить учителей в том, что у него сорван голос, поэтому вместо обязательных занятий по хоровому пению был направлен в духовой оркестр, где с успехом освоил трубу.
В доме Анисимовых были гитары, пианино и даже бубен. Старший брат Михаил показал несколько гитарных аккордов, и дело пошло. Мать с молодости участвовала в самодеятельных коллективах, прекрасно пела и играла на семиструнке. Одно время даже существовал семейный ансамбль, который назывался «Young Stars». Ставили пару микрофонов, подключали их к катушечному магнитофону и к вертушке, ну и… клавишные, вокал — Николай Анисимов; гитара, вокал — Михаил Анисимов.
Со школьными друзьями Николай организовал вокально-инструментальный ансамбль «Деймос». Пели песни «Машины времени», «Воскресенья», «Криденс». Анисимов был солистом и клавишником. В 1981 году ансамбль занял первое место на областном конкурсе.
Окончив военное училище в 1988 году и распределившись в город Лиду, Николай, пользуясь служебным положением, проводил много времени на аэродроме. Тогда он начал писать песни об авиации. Одна из первых «Я — лётчик», была написана им в 1991 году.
Тогда же Николай Анисимов стал активно участвовать в фестивалях авторской песни, первым оказался фестиваль «Зелёный Гран-при» в Гродно, где он прошёл первую проверку и где его помнят до сих пор.
После увольнения из армии в 1999 году, Николай стал давать много концертов, выступал перед ликвидаторами Чернобыльской катастрофы, перед воинами-афганцами, пел для военнослужащих в Чечне и Дагестане, в Казахстане, Армении и Сирии, во многих городах России и Белоруссии, записывался на радио и телевидении.
С 2004 года Николай Анисимов работает корреспондентом телекомпании «ВоенТВ». Продолжает заниматься творческой и концертной деятельностью. Часто и много выступает перед армейской аудиторией, поёт для лётчиков на многочисленных авиабазах, выступает перед ветеранами в госпиталях.
В 2010 году на Youtube был размещён видеоклип на песню Николая Анисимова  «Грачи прилетели» о штурмовиках Су-25, который набрал более 4 млн просмотров. Клип на песню «Медведи» о стратегических бомбардировщиках Ту-95 (по классификации НАТО — Bear, Медведь) набрал более 900 тыс. просмотров.
Ввиду специфики работы много летает на самолётах и вертолётах, снимает воздушные репортажи для военных программ на телевидении. Как военный журналист бывает в разных уголках мира. Неоднократно пролетал над Красной площадью во время парадов Победы. Ведёт телепередачу об армии «АНФАС» (Армейские новости, Факты, Актуальные события) на белорусском телевидении. В России работает корреспондентом военной программы «Смотр» на телеканале НТВ.
Анисимов известен как комментатор различных авиационных показов. Неофициально Николая называют «голосом пилотажных групп России». На многих аэрокосмических салонах и авиашоу он озвучивает работу таких команд высшего пилотажа, как «Русские Витязи» и «Стрижи», «Русь» и «Беркуты».

## Награды
- медаль «70 лет Вооружённых Сил СССР» (СССР, 1988 год);
- медаль «За безупречную службу» III степени (Белоруссия, 1993 год);
- медаль «За безупречную службу» II степени (Белоруссия, 1998 год);
- медаль «100 лет Военно-воздушным силам» (Минобороны России, 2012 год).

## Альбомы
- «Ночь — такое время года» (2004 год);
- «Я — лётчик» (2006 год, посвящён лётчикам авиабазы Кубинка);
- «Предельные режимы» (2013 год);
- «По самому прямому назначению» (2016 год);
- «Самолёты, вертолёты и пилоты…» (2021 год)[4].